# Arne Borg
Claes Arne (Arne) Borg (Stockholm, 18 augustus 1901 – Vallentuna, 6 november 1987) was een Zweeds zwemmer en waterpolospeler.

## Biografie
Borg zette tussen 1921 en 1929 31 wereldrecords op zijn naam en won vijf olympische medailles in de jaren 1920 (1x goud, 2x zilver en 2x brons). Daarnaast won hij vijfmaal goud, tweemaal zilver en eenmaal brons op diverse afstanden vrije slag op de Europese kampioenschappen zwemmen. Op het EK zwemmen 1926 won hij met het Zweedse waterpoloteam ook een zilveren medaille.
In 1927 verbrak hij zijn eigen wereldrecord op de 1500 meter vrije slag met een tijd van 19.07,2 (een minuut sneller dan zijn eerdere record). Bijna elf jaar later zou het verbroken worden door Tomikatsu Amano. Borg was aangesloten bij de zwemclub Stockholms KK.

## Onderscheidingen
- 1926: Zwedens meest sportieve prestatie van het jaar (middels de Svenska Dagbladets guldmedalj), samen met Edvin Wide
- 1966: opname in de International Swimming Hall of Fame[1]

## Trivia
Borg zijn tweelingbroer, Åke Borg (1901-1973), was ook een begenadigd zwemmer. Hij won op de 4x200 meter vrije slag een bronzen medaille op de Olympische Spelen en een zilveren en een bronzen medaille op de Europese kampioenschappen zwemmen.
1908: Henry Taylor ·
1912: George Hodgson ·
1920: Norman Ross ·
1924: Boy Charlton ·
1928: Arne Borg ·
1932: Kusuo Kitamura ·
1936: Noboru Terada ·
1948: James McLane ·
1952: Ford Konno ·
1956: Murray Rose ·
1960: John Konrads ·
1964: Bob Windle ·
1968: Mike Burton ·
1972: Mike Burton ·
1976: Brian Goodell ·
1980: Vladimir Salnikov ·
1984: Mike O'Brien ·
1988: Vladimir Salnikov ·
1992: Kieren Perkins ·
1996: Kieren Perkins ·
2000: Grant Hackett ·
2004: Grant Hackett ·
2008: Oussama Mellouli ·
2012: Sun Yang ·
2016: Gregorio Paltrinieri  ·
2020: Bobby Finke
Robert Andersson · 
Arne Borg · 
Frans Möller · 
Orvar Trolle
Åke Borg · 
Arne Borg · 
Thor Henning · 
Gösta Persson · 
Orvar Trolle · 
Georg Werner
Arne Borg · 
Aulo Gustafsson · 
Eskil Lundahl · 
Sven Pettersson
- Bibliothèque nationale de France: cb16964247z (data)
- Gemeinsame Normdatei: 126513902
- International Standard Name Identifier: 0000 0000 6321 0372
- Nederlandse Thesaurus van Auteursnamen: 07033451X
- LIBRIS: 201587
- Virtual International Authority File: 10840711
- WorldCat: E39PBJhMh8rJbHpWbkPjqwXmVC